# Abbé Pierre
L' Abbé Pierre, pseudonimo di Henri Antoine Grouès (Lione, 5 agosto 1912 – Parigi, 22 gennaio 2007), è stato un presbitero, politico e partigiano francese.
Esponente cattolico della resistenza francese, fu fondatore, nel 1949, dei Compagnons d'Emmaüs, un'organizzazione che opera in favore dei poveri e i rifugiati.

## Biografia

### Gli anni giovanili
Nato in un'agiata famiglia di Lione attiva nel commercio della seta, quinto di otto figli, trascorse l'infanzia a Irigny. A dodici anni incontrò François Chabbey e, con il padre, entrò nel circolo degli "Hospitaliers veilleurs", dove i membri (soprattutto appartenenti alla media borghesia) dedicavano parte del loro tempo libero a radere i poveri. Henri si trovò così ad accompagnare il padre tra le diroccate e sporche case dei quartieri più poveri di Lione, come quelle intorno al lungofiume Rambaud, a fare la barba ai poveri. In questo modo il giovanissimo Henri prese sempre maggiore consapevolezza della situazione delle classi più deboli della città e questo fece crescere in lui il desiderio di mettersi al servizio dei poveri e dei sofferenti.
Verso i quindici anni decise che non avrebbe più accompagnato il padre nell'opera degli Hospitaliers veilleurs: durante la settimana, dopo la scuola, assieme ad altri, si adoperò in piccoli lavoretti. La domenica si recava poi nei sobborghi della città, dove cercavano di rendere più confortevoli le stamberghe dei poveri, lasciando infine a loro i soldi guadagnati durante la settimana. Studiò nel Collegio dei gesuiti della sua città natale e, ancora adolescente, entrò nel movimento scout degli Scouts de France, dove era soprannominato il "Castoro meditabondo" (Castor méditatif).

### La vocazione
Nel 1928, all'età di sedici anni ha quello che egli stesso definì “un colpo di fulmine con Dio” durante una gita ad Assisi, all'Eremo delle Carceri avvertì forte la vocazione per la vita religiosa. Decise di entrare nell'ordine francescano dei frati minori cappuccini. I genitori, fieri, seppur consci del costo della decisione del figlio, non lo ostacolarono. Così nel 1931 prese i voti, dopo aver rinunciato alla sua parte del patrimonio familiare e aver distribuito ai poveri quanto possedeva: entrò nel convento di Crest nel 1932, ove restò fino al 1938 studiando teologia e filosofia.
Nell'ordine assunse il nome di "frate Philippe". Ordinato sacerdote nel 1938, nel 1939 fu costretto ad abbandonare la vita conventuale per motivi di salute, dacché alcune infezioni ai polmoni di cui soffriva rendevano impossibile continuare la rigida vita francescana. Si trasferì quindi nell'Isère, diventando cappellano dell'ospedale di La Mure; in seguito passò ad un orfanotrofio a Côte-Saint-André. Dopo essere stato ordinato prete il 24 agosto 1938, divenne curato presso la diocesi della cattedrale di Grenoble, nell'aprile 1939 (alcuni mesi prima dell'invasione della Polonia): nello stesso anno ne fu nominato vicario.

### La guerra e la Resistenza
In seguito allo scoppio della seconda guerra mondiale, nel dicembre 1939 fu arruolato nell'esercito francese come sottufficiale (addetto al trasporto ferroviario delle truppe). Secondo la sua biografia ufficiale, a partire dal 1942 aiutò alcuni ebrei ricercati dai nazisti a riparare in Svizzera e in Algeria, fornendo loro documenti falsificati. In particolare dette il suo aiuto a molti cittadini ebrei in seguito al raid Rafle du Vel'd'Hiv del luglio 1942. In quel periodo favorì la fuga di numerosi perseguitati politici, tra cui (nel 1942) il fratello minore del generale De Gaulle, Jacques, malato e ricercato dalla Gestapo, e la moglie, che poterono riparare in territorio elvetico.
Spesso era lo stesso Henri, facendo da "guida alpina" ad accompagnare personalmente, attraverso le montagne di Chamonix, i clandestini al sicuro in Svizzera, o facendoli passare in terra iberica attraverso i Pirenei. Durante la guerra partecipò alla creazione di brigate partigiane nella zona dei massicci del Vercors e della Chartreuse, in cui divenne uno dei principali leader della resistenza francese (maquis). In clandestinità assunse vari pseudonimi, ultimo dei quali quello di abbé Pierre.
A Grenoble, che durante il conflitto era uno dei principali centri della Resistenza, contemporaneamente all'attività di partigiano, riuscì a continuare a prodigarsi per la fuga all'estero di ebrei, polacchi e perseguitati politici. Sempre a Grenoble creò il primo rifugio per coloro che cercavano di sfuggire ai lavori forzati che il Service du travail obligatoire (STO), nato sotto la Repubblica di Vichy dalla collaborazione dei nazisti con Pierre Laval.
Fondò inoltre il giornale clandestino L'Union patriotique indépendante. L'abbé Pierre fu arrestato due volte come appartenente al movimento di resistenza, di cui una nel 1944 dalla polizia nazista, la Gestapo, a Cambo-les-Bains, nei Pirenei Atlantici: fu comunque liberato poco dopo e poté così, passando per Spagna e Gibilterra, raggiungere le truppe della Francia Libera del generale de Gaulle, stanziate in Algeria. In Nordafrica divenne cappellano della Marina francese sulla nave da guerra "Jean Bart", di stanza a Casablanca. Divenuto uno dei protagonisti e dei simboli della Resistenza francese, fu insignito della Croce di Guerra con palme di bronzo e della "Medaglia della Resistenza". Come altri membri della resistenza, l'esperienza durante la seconda guerra mondiale lo toccò nel profondo, facendogli acquisire la consapevolezza che la legge dovesse salvaguardare i diritti umani, e che, in caso questo non fosse garantito, fosse doveroso propugnare una campagna di disobbedienza civile ai fini di ottenere tali obiettivi.

### La politica

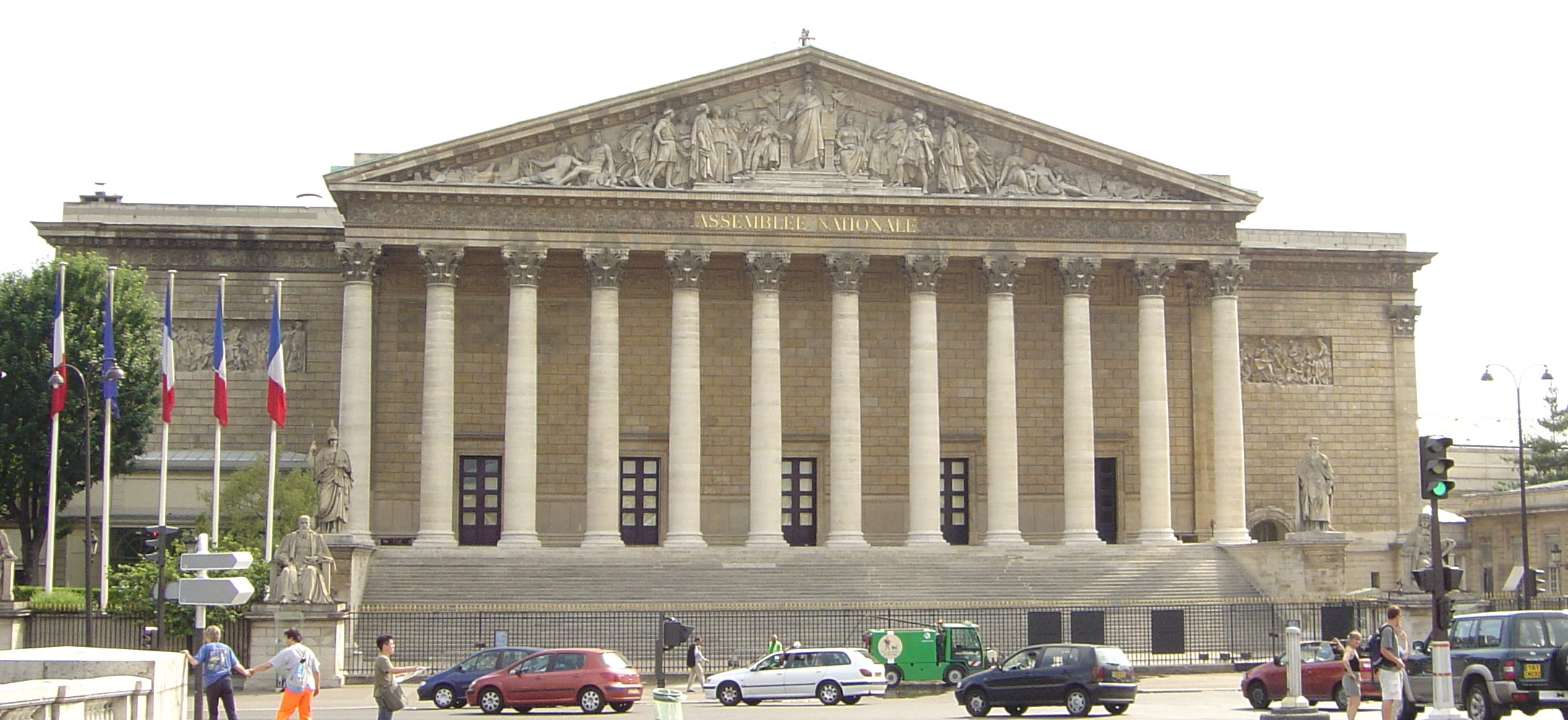
La sede dell'Assemblea Nazionale francese

#### Il prete-deputato
Dopo la guerra molti dei leader del movimento partigiano decisero di darsi alla politica. Così l'Abbé Pierre, seguendo i consigli dell'entourage di De Gaulle e con l'approvazione dell'arcivescovo di Parigi, venne eletto deputato e partecipò a due assemblee costituenti (1945 e 1946). L'abbé Pierre fu deputato, eletto per il dipartimento della Meurthe e Mosella, prima come indipendente nelle liste del Movimento Repubblicano Popolare (MRP), e la seconda volta come membro a tutti gli effetti del partito. La scelta del MRP era dovuta soprattutto al fatto che nelle sue file vi erano molti membri cristiano-democratici della Resistenza francese.
Divenne vicepresidente della Confédération mondiale, un movimento federalista universale, cofondato nel 1947 con Lord Boyd Orr.
Fu anche cofondatore (assieme agli scrittori Albert Camus e André Gide) del comitato di supporto a Garry Davis, un "cittadino del mondo" che stracciò il suo passaporto davanti all'ambasciata degli Stati Uniti per protestare contro il nazionalismo. Nel 1945 promosse un incontro tra i due filosofi Teilhard de Chardin, un gesuita (che non era però in buoni rapporti con la curia romana) che inventò il concetto di noosfera, e Nikolaj Berdjaev, invitandoli entrambi nella sua casa. Tre anni dopo, nel '48, si recò a Princeton, dove incontrò Albert Einstein, con il quale discusse delle "tre esplosioni nucleari" e di un futuro movimento pacifista per il disarmo nucleare mondiale.
Sette anni più tardi questo processo prese una forma concreta con la presentazione all'opinione pubblica mondiale del Manifesto di Russell-Einstein che, pur essendo stato presentato successivamente (9 luglio 1955) alla morte di Einstein (deceduto nell'aprile dello stesso anno), era giunto nel contesto di una campagna per il disarmo nucleare che aveva avuto tra i promotori lo stesso scienziato tedesco. Nel 1949 presentò all'Assemblea Nazionale (assieme a André Philip) un disegno di legge per il riconoscimento dell'obiezione di coscienza.
Intanto, dal 1946 al 1951, fece parte dell'assemblea nazionale francese, dapprima nel gruppo del Movimento Repubblicano Popolare e successivamente nel gruppo cristiano sociale della Lega della Giovane Repubblica, creato nel 1912 da Marc Sangnier. L'abbandono del MRP (28 aprile 1950) fu dovuto ad una denuncia verso la posizione politica e sociale del partito che l'Abbé Pierre esternò in una lettera dal titolo "Pourquoi je quitte le MRP" ("Perché lascio il MRP"). Causa scatenante di questo contrasto tra le posizioni dell'abbé Pierre e del suo partito fu il sanguinoso incidente che costò la morte all'operaio Édouard Mazé. Mazé fu ucciso dagli spari della polizia a Brest, il 17 aprile 1950, durante una manifestazione contro la guerra d'Indocina e la miseria.

#### La "loi scélérate": l'abbandono dell'Assemblea
La sua esperienza nella Lega della Giovane Repubblica fu comunque breve: nel 1951, prima della fine del suo mandato elettorale, decise di terminare la sua carriera politica, tornando alla sua prima vocazione: l'aiuto dei senzatetto e dei poveri. L'abbandono del Parlamento fu deciso dall'Abbé in opposizione a una legge elettorale che molti al tempo definirono "truffa". In quell'anno infatti l'Assemblea Nazionale approvò, con la sola maggioranza di Governo, la legge n. 519/1951: tale legge elettorale in senso maggioritario consentiva alla lista o alla coalizione vincente a livello circoscrizionale di avere la totalità dei seggi assegnati nella circoscrizione. Tale riforma fu vista da molte parti della politica francese come una vera e propria "lois de combat", promulgata dal governo (9 maggio 1951) per avvantaggiarsi in occasione delle imminenti elezioni politiche (17 giugno 1951).
Tale legge fu fortemente osteggiata dalle opposizioni, soprattutto quella comunista, che non a caso la definirono "loi scélérate", accusandola di avere il principale fine di ridurre la rappresentanza parlamentare comunista.
Anche Pierre si oppose strenuamente all'approvazione della legge, e così per protesta lasciò l'Assemblea Nazionale. Da notare come la legge in sé e l'opposizione che destò furono molto simili a quanto accadde in Italia nel '53 per l'approvazione della legge elettorale nº 148/1953 (celebre come "legge truffa").

#### L'attività fuori dal Parlamento
Pur avendo abbandonato l'attività parlamentare, l'Abbé Pierre non abbandonò mai del tutto la politica: prese più volte posizione su diversi problemi d'attualità, denunciando e attaccando decisioni che riteneva ingiuste. Usò inoltre la sua influenza sui mass media (essendo molto popolare) per porre l'attenzione sulle cause che lui stesso propugnava. Quando, durante gli anni cinquanta, il movimento della decolonizzazione cominciò lentamente a emergere in molte regioni del mondo, si impegnò in questo senso, incontrando uomini politici e tenendo vari incontri e conferenze internazionali. Di particolare rilievo furono l'incontro con il leader tunisino Habib Bourguiba, che cercò di convincere a ottenere l'indipendenza del proprio paese senza usare la violenza e con il prete colombiano Camilo Torres (uno dei padri della teologia della liberazione), che gli chiese aiuto per far fronte alle critiche del clero colombiano verso i "preti lavoratori".
Incontrò, anche se per ragioni diverse, il presidente degli Stati Uniti Eisenhower (1955) e il re del Marocco Muhammad V (1956). Nel 1962 trascorse alcuni mesi a Béni Abbès, nella regione algerina del Bechar, dove si era stabilito Charles de Foucauld. Fu chiamato in India nel 1971 dal socialista Jayaprakash Narayan per rappresentare, assieme alla Lega dei diritti umani (Ligue des droits de l'homme), la Francia nel dibattito sulla questione dei rifugiati. Successivamente Indira Gandhi lo invitò a affrontare il problema dei rifugiati del Bengala, e l'Abbé fondò delle comunità di Emmaus in Bangladesh; in India ebbe anche l'occasione di conoscere Jawaharlal Nehru. In generale l'Abbé assunse posizioni progressiste, non ebbe mai alcun timore reverenziale nei confronti delle autorità, sia politiche sia religiose (soprattutto il Vaticano): non esitò a criticare ferocemente le situazioni che gli parevano ingiuste.
La sua schiettezza e chiarezza di posizioni, senza ambiguità di sorta, gli procurarono tanti estimatori ma anche molti detrattori. Le sue campagne "politiche" si basavano su manifestazioni, forti messaggi diffusi dai mass-media, gesti di disobbedienza civile, scioperi della fame e altri metodi di lotta nonviolenta. Seppe anche esibirsi in gesti estremi per attirare l'attenzione dell'opinione pubblica su determinati problemi, come quando attaccò verbalmente in modo feroce i grandi proprietari immobiliari, o si incatenò ai cancelli della Chiesa di Saint-Ambroise (a Parigi) per solidarietà con i sans-papiers. Con il suo supporto al DAL NGO in favore della requisizione di alloggi vuoti e delle occupazioni abusive, si fece molti nemici tra i conservatori. Arrivò a dichiarare che "Chirac è incapace di governare" o che "Alain Juppé (premier francese durante gli scioperi generali del 1995) è un bugiardo".

### Emmaüs

#### 1949: la fondazione
Cercando una casa nella quale abitare e poter lavorare, l'Abbé si imbatté in una grande casa abbandonata da parecchi anni prima della guerra e poi saccheggiata nei pressi di Parigi, nel ricco rione di Neuilly-Plaisance. Investì la piccola indennità (cinquantamila franchi) ricevuta in qualità di deputato per acquistarla: gli abitanti del quartiere rimasero sbalorditi quando si mise a riparare il tetto e poi l'intera casa, che era in rovina. Sostenendo che la casa fosse semplicemente troppo grande per una persona sola, decise di farne un luogo di ritrovo per gruppi di giovani: sarebbe diventata la prima base di Emmaus (Emmaüs in lingua francese). Era il 1949 e l'iniziativa dell'associazione dei compagni di Emmaus era appena partita, fondata dall'abbé Pierre. Il primo "alleato" dell'Abbé è George, un ex omicida e forzato, salvato dal suicidio dal religioso, che lo ospita a Neuilly-Plaisance. Il nome fu scelto riferendosi al nome di un villaggio della Palestina dove, come riportato nell'ultimo capitolo del Vangelo di Luca, due discepoli ospitarono Gesù, senza averlo riconosciuto, poco dopo la sua resurrezione.

#### La vera Emmaus
L'idea iniziale dell'Abbé era di sfruttare la casa per permettere ai giovani di riunirsi per pregare, studiare, incontrarsi, discutere; successivamente assunse anche i contorni di un'associazione caritatevole. Nelle comunità di Emmaus i volontari aiutano i poveri e i senzatetto dando loro una casa, del cibo e una possibilità di lavoro. Buona parte dei volontari sono ex senzatetto di tutte le età, confessioni religiose, origini sociali ed etnie. L'Abbé e gli altri "compagni di Emmaus", come ormai si facevano chiamare, iniziarono così ad ospitare nella grande casa chiunque ne avesse bisogno. Presto a loro si unirono molti barboni, tolti dai marciapiedi o dalle banchine sul lungo-Senna: la comunità crebbe e cominciò a porsi il problema di come andare avanti. Si iniziò così ad acquistare e ristrutturare piccole case, spesso sfitte ed in rovina, per i "nuovi arrivati".
Una delle idee che l'Abbé Pierre volle trasmettere all'associazione laica di Emmaus è che anche i più disperati possono rendersi utili per gli altri, che anche i più deboli (poveri e persone senza una casa) possono aiutare quelli ancora più deboli, portando il messaggio di amore per i poveri e per i diseredati, per i dimenticati del mondo. Dalla fine degli anni sessanta Emmaus si organizzò anche per accogliere in piccole comunità provvisorie tanti giovani interessati a fare un'esperienza di vita comunitaria, oltre che a produrre ricchezza da destinare ai poveri attraverso il recupero e la valorizzazione dei tanti rifiuti e oggetti gettati dalla società dei consumi. Aiutare il prossimo, impegnarsi per la giustizia e sperimentare la vita comunitaria per un seppur breve periodo spinse tanti giovani europei a frequentare sempre più numerosi le comunità degli chiffoniers.
Si trattava di campi di lavoro internazionali appositamente organizzati nel periodo estivo, attrezzati per garantire vitto e alloggio ai volontari, attivati di anno in anno in diverse regioni della Francia, ma anche all'estero (Danimarca, Italia..) sostenuti da comitati locali che provvedevano al sostegno logistico, a fornire i mezzi di trasporto necessari per il lavoro di raccolta nonché gli spazi coperti necessari per ammassare il materiale raccolto. Tanti giovani, dislocati a seconda dell'entità del lavoro da svolgere nelle aree predestinate, organizzati nei cosiddetti campi di lavoro che raggruppavano mediamente 20 volontari, si destreggiavano nell'organizzazione della vita in comune che attraverso il rispetto di alcune regole prevedeva la gestioni degli alloggi e della cucina, nonché del tempo libero e degli incontri con la gente del posto, ma soprattutto nel lavoro che per la gran parte riguardava la raccolta porta a porta di quanto era destinato in discarica: carta, ferro vecchio, metalli ecc.
Un responsabile designato dall'organizzazione formava un gruppo che aveva il compito di distribuire i diversi incarichi di lavoro, che andava dalla pulizia dei locali per passare al compito principale che consisteva nella raccolta, nella cernita e nell'imballaggio dei materiali raccolti vuotando cantine e soffitte, colme di materiali inutilizzati che con generosità le famiglie donavano alla cosiddetta "Operation Emmaus". Tonnellate di carta, ferro vecchio e i tessuti di lana o di cotone venivano raccolti casa per casa da migliaia di volontari. Un lavoro che si traduceva con facilità in danaro subito utilizzato per interventi umanitari nel terzo mondo, ma anche per i bisognosi degli stessi paesi che ospitavano i campi. L'esperienza iniziata in sordina con qualche centinaio di giovani toccò numeri vertiginosi negli anni settanta. 7 000 giovani, nell'estate 1971, si installarono a turno per almeno 20 giorni durante le vacanze estive in decine di "campi di lavoro internazionali" nella regione francese a sud ovest di Parigi.
Tour fu la città raggiunta da questa marea umana smistata quindi nel raggio di qualche centinaio di chilometri. Un'organizzazione imponente che fu anche stimolo per combattere la società dei consumi e che si perpetuò negli anni per scemare lentamente solo alla fine degli anni novanta. L'esperienza trovò negli anni adesioni tra giovani da tutto il mondo, accogliendo in piccole comunità provvisorie molti giovani interessati a fare un'esperienza di vita comunitaria, oltre che a produrre ricchezza destinata ai poveri attraverso il recupero e la valorizzazione dei rifiuti del consumismo. Un'esperienza che l'abbé Pierre così definì: Qualcosa che non si può spiegare, per comprenderla bisogna viverla. Negli anni settanta la preghiera da recitare prima di ogni pasto diceva: Rinnoviamo il nostro impegno di lavorare per dare pane a quelli che hanno fame e per dare fame a quelli che hanno del pane. La fame per quelli che hanno pane riguardava la giustizia.
La prima comunità dei compagni di Emmaus (quella a Neuilly-Plaisance) nei primi tempi si sosteneva coi soldi provenienti dall'indennità mensile dell'Abbé come ex deputato; poi per autofinanziarsi la comunità iniziò a vendere materiali ed oggetti recuperati dalle discariche o dai privati che intendevano disfarsene. In seguito arrivarono anche le prime donazioni. Il problema della mancanza di denaro per sostenere l'opera edilizia di Emmaus nei primi anni di vita dell'organizzazione portò alla decisione dell'abbé Pierre di partecipare, nel 1952, al gioco a premi radiofonico di Radio Luxembourg "Quitte ou double" (l'omologo francese di Lascia o raddoppia?); vinse un premio in denaro di 256 000 franchi.

#### L'inverno del 1954: “l'insurrezione della bontà”

##### Il freddo mortale
Durante il rigido inverno del 1954 l'opera dell'abbé Pierre in favore dei più poveri e degli sfrattati acquistò vasta notorietà in Francia. Il freddo dei primi mesi del 1954, soprattutto di notte, non dava scampo ai mendicanti e in generale ai senzatetto, costretti a raggomitolarsi ai bordi dei marciapiedi, avviluppati in carte di giornale. Il camion dei "compagni di Emmaus" si fermava dove i casi erano più tragici, raccogliendo persone semi-assiderate; il numero di questi disgraziati era però sempre più numeroso, alimentato dagli sfrattati. Il problema degli sfratti era stato ulteriormente aggravato infatti a seguito della mancata approvazione di un provvedimento sugli alloggi da parte del parlamento. I servizi notturni dell'abbé Pierre e dei suoi compagni si fecero così sempre più frequenti: portavano pane, vino, minestra e coperte alla gente. Molti venivano portati al riparo, ma molti morivano dal freddo, senza che si potesse fare niente.

##### L'appello
La situazione per l'Abbé si fece insostenibile ogni giorno di più, alla fine, stremato, ricevette per telefono la notizia che una donna era morta, alle tre del mattino, assiderata, con in mano il biglietto con cui era stata sfrattata perché non poteva permettersi gli ottomila franchi di affitto. Fu la goccia che fece traboccare il vaso: pieno di angoscia, si recò ad una radio, e lanciò un appello per donare coperte, tende e generi di conforto a quei numerosi senza tetto che incontravano gravissime e crescenti difficoltà a sopravvivere non solo a Parigi, ma in molte delle città francesi. Il ministro delle Telecomunicazioni, in seguito all'appello, telefonò al direttore della radio per rimproverarlo di aver consentito un appello simile: in seguito alla mobilitazione popolare che derivò dall'appello dell'Abbé, fu costretto, giorni dopo, a lodare lo stesso direttore per quanto fatto.
Il suo celebre discorso alla Radio Luxembourg dell'11 febbraio 1954, alle ore 12.05, fu accompagnato dalla richiesta, al giornale conservatore Le Figaro, di pubblicare la sua richiesta in quanto, a suo parere, tale quotidiano veniva letto "dai potenti":
Ascoltatemi. In tre ore si sono creati i due primi centri di soccorso: uno sotto una tenda, ai piedi del Panthéon, in via Montagne Sainte-Geneviève, l'altro a Courbevoie. Sono già stracolmi. Bisogna che questa notte, in ogni città della Francia, in ogni quartiere di Parigi, si aprano dei centri di soccorso, dove questa povera gente possa trovare coperte, paglia, minestre ed un sorriso di gente amica. Sulla porta, alla luce di una lampada, si appenda un cartello con le parole "Centro fraterno di soccorso", sotto il quale si possano leggere queste semplici parole: "Se soffri, chiunque tu sia, entra, mangia, dormi, ritrova la speranza, qui tu sei amato".
I bollettini meteorologici annunciano un mese di gelo terribile. Finché l'inverno dura, finché esistono i centri, davanti ai loro fratelli che muoiono in povertà, tutta l'umanità dovrebbe avere un'unica volontà: la volontà di rendere non possibile questa situazione. Io vi supplico, fateci amare l'un l'altro per potere fare questo ora. Da cotanto dolore, lasciate che ci venga data una cosa meravigliosa: lo spirito di condivisione della Francia. Grazie! Ognuno può aiutare questi senzatetto. Per questa notte, al più tardi per domani, ci occorrono cinquemila coperte, trecento grosse tende militari, duecento stufe catalitiche. Fate recapitare velocemente tutto questo all'Hôtel Rochester, via Le Boétie, numero 92. Il rendez-vous per i volontari e gli autocarri per portarli; stanotte alle undici, davanti alla tenda sul Montagne Sainte-Geneviève. Grazie a voi a Parigi stanotte nessun uomo, nessun bambino dormirà sull'asfalto o sulle banchine.
Grazie.»

##### La grande mobilitazione popolare
La risposta all'appello superò ogni aspettativa: la reazione dei francesi, nota come “l'insurrezione della bontà”, portò, oltre ad una straordinaria quantità di donazioni, moltissimi volontari da tutto il paese, dapprima per distribuire i beni, ed in seguito per operare nelle comunità di Emmaus. La hall dell'hotel fu presto sgomberata per contenere i pacchi arrivati, centinaia di persone si misero in coda davanti all'entrata, si dovette aggiungere d'urgenza undici linee telefoniche all'albergo per rispondere a tutte le chiamate. La mattina la stampa parlò di un'"insurrezione della bontà" (insurrection de la bonté) e l'oramai famosa richiesta di aiutò finì per portare donazioni per un totale di 500 milioni di franchi (il solo Charlie Chaplin donò due milioni) in denaro, ed una quantità impressionante di beni di prima necessità. L'ondata di generosità colpì sia i ricchi sia i cittadini meno abbienti, che dettero comunque il loro piccolo contributo. Questa incredibile cifra risultò del tutto inaspettata; durante quella notte e i giorni successivi i centralini e gli uffici postali furono sommersi.
A causa dell'enorme volume delle donazioni ci vollero diverse settimane per immagazzinarle (una parte della stazione ferroviaria di Orsay fu usata come deposito) e successivamente smistarle e distribuirle. L'appello richiamò inoltre volontari da tutta la Francia, inclusi molti ricchi borghesi, rimasti colpiti dalle parole dell'abbé Pierre. Dopo quell'esperienza venne promulgata in Francia una legge che proibì lo sfratto durante i mesi invernali. Ben presto l'abbé Pierre, ormai divenuto una celebrità, dovette organizzare il suo movimento, in grande espansione, creando così, il 23 marzo 1954, le "comunità di Emmaus", che ben presto si diffusero prima in tutta la Francia, e poi in molti paesi del mondo (Argentina, Messico, Italia, Canada, Congo, Australia..). Nel 1959 l'Abbé si recò a Beirut per assistere alla creazione del primo gruppo di Emmaus interconfessionale, fondato da un sunnita, un arcivescovo melchita e uno scrittore maronita.

### Gli anni ottanta e novanta
Nel 1981 si tennero in Francia le elezioni presidenziali: l'Abbé Pierre promosse il voto di protesta. La vittoria di Mitterrand, del Partito socialista, porta a capo del governo Laurent Fabius (PS), la cui iniziativa di creare, nel 1984, il Revenu minimum d'insertion, un sistema di welfare per gli indigenti, viene supportata dall'Abbé Sempre nel 1984 organizza l'operazione "Natale di carità" la quale, con la collaborazione di France Soir, portò ad una donazione complessiva di 6 milioni di franchi e 200 tonnellate di beni. L'attore Coluche, organizzò inoltre l'iniziativa cariatevole Restos du cœur, offrendogli 1,5 milioni di franchi, ricavati dalla stessa.
Il grande successo di Coluche con i Restos du Cœur, in parte dovuto alla sua grande popolarità (tanto che si era presentato alle elezioni presidenziali del 1981, per poi ritirarsi) convinse ulteriormente l'Abbé Pierre di come fossero necessarie queste iniziative e di come potessero essere utili i mass-media in tali occasioni. Nel 1983 ebbe un colloquio con il Presidente della Repubblica italiana Sandro Pertini per perorare la causa di Vanni Mulinaris che era stato incarcerato (senza subire un processo) per i suoi legami con le Brigate Rosse. Nel 1988 l'abbé Pierre incontrò rappresentanti del Fondo Monetario Internazionale per discutere i difficili problemi finanziari, monetari e umani dovuti al debito del Terzo Mondo: nel 1982 infatti il Messico aveva annunciato che non avrebbe pagato gli interessi sul suo debito, dando il la alla crisi del debito dei paesi dell'America Latina durante gli anni ottanta.
Durante la Guerra del Golfo (1990–1991), l'Abbé si indirizzò al presidente degli Stati Uniti George H. W. Bush e al Presidente dell'Iraq Saddam Hussein. Chiese inoltre al Presidente della Repubblica francese François Mitterrand di assumerlo per occuparsi dei rifugiati, in particolare per creare un'organizzazione più efficace dell'attuale Alto commissariato delle Nazioni Unite per i rifugiati (HCR). In occasione di un incontro di pace interreligioso incontrò il Dalai Lama. Negli anni novanta l'Abbé ebbe parole durissime contro il regime di apartheid in Sudafrica; nel 1995, dopo i tre anni di assedio di Sarajevo, si recò nella città slava per esortare le nazioni del mondo a fermare l'onda di violenza, e chiese un'operazione militare francese contro le posizioni Serbe in Bosnia. Contemporaneamente con l'organizzazione Emmaus Internazionale, ONG sostenuta e finanziata dalle varie comunità francesi e italiane, aveva dato via a un programma di aiuti e di assistenza alle famiglie in difficoltà, vittime della guerra delle tre diverse etnie, con base a Gradačace a Spalato, a dirigerla sul territorio venne incaricato Bruno Zanin.

### La morte

#### Il decesso
L'abbé Pierre rimase attivo fino al giorno della morte, il 22 gennaio 2007 all'ospedale militare di Val-de-Grâce, a Parigi, alle ore 05:25; la morte fu causata da un'infezione polmonare per la quale si era ricoverato il 15 gennaio: aveva 94 anni. L'annuncio del decesso dell'Abbé fu dato da Martin Hirsch, presidente dei Compagnons d'Emmaus di Francia.

#### Attivista fino all'ultimo
Nonostante l'età avanzata continuò a dare il suo appoggio a diverse campagne sociali, come quella per l'immigrazione clandestina, quella per l'occupazione dei locali sfitti ed il movimento degli "Enfants de Don Quichotte" (un'organizzazione non governativa che si sviluppò tra il 2006 e il 2007 con l'obiettivo di assistere i senzatetto). Continuava a leggere quotidianamente il giornale cristiano-sociale La Croix. Tranne che nell'ultimissimo periodo, nel quale ciò gli fu impedito dalla malattia, continuò a viaggiare in tutto il mondo.
Proverbiali rimangono le sue parole urlate durante una conferenza dell'ultimo periodo organizzata per i benpensanti: "... Quelli che hanno preso tutte le pietanze nei loro piatti lasciando i piatti degli altri vuoti (si riferiva agli occidentali che da decenni beneficiano del saccheggio di tante materie prime e dei prodotti della terra nei paesi del terzo mondo che il sistema economico e politico mondiali incessantemente realizza) e che hanno tutti una buona immagine, una buona reputazione, una buona coscienza,... dicono... (noi, noi che abbiamo tutto), noi.... siamo per la pace. A tutti questi che cosa dobbiamo gridare a questi: ...i primi violenti, i provocatori di tutte le violenze siete voi e quando la sera nella vostra bella casa voi andrete ad abbracciare i vostri bambini con la vostra buona coscienza rispetto a Dio voi avrete probabilmente più sangue nelle vostre mani di incoscienti che quello che non avranno mai le mani dei disperati che hanno preso le armi per cercare di uscire dalla loro disperazione".
In quello stesso gennaio del 2007 si era recato all'Assemblea Nazionale per opporsi al progetto di alcuni deputati di cambiare la legge sugli alloggi per i senzatetto, che cercava in qualche modo di garantire il diritto alla casa dei poveri. Dopo la sua scomparsa il ministro dell'Impiego, della coesione sociale e dell'edilizia pubblica Jean-Louis Borloo (UMP) decise di dare il nome dell'Abbé Pierre alla legge. Risaliva a due anni prima, al 2005 un'altra campagna politica in cui si era fermamente opposto ad alcuni deputati conservatori che volevano riformare il Gayssot Act (loi SRU). Nel 2004 si recò in Algeria dopo la ricostruzione, da parte della Fondazione Abbé Pierre, di molti alloggi distrutti dal terremoto]che il 21 e il 27 maggio colpì il nord dello stato africano.

#### Il funerale
Dopo l'omaggio dei dignitari, diverse centinaia di parigini (tra cui il professor Albert Jacquard, che aveva combattuto con il defunto per la causa dei senzatetto) si recarono alla cappella di Val-de-Grâce per dare l'ultimo saluto all'abbé Pierre. Il funerale dell'abbé Pierre si tenne il 26 gennaio 2007 alla Cattedrale di Notre-Dame, in segno d'omaggio nazionale (non ci saranno invece, come richiesto dai familiari, le bandiere a mezz'asta), alla presenza di molte personalità come il Presidente della Repubblica francese Jacques Chirac, l'ex presidente Valéry Giscard d'Estaing, il primo ministro Dominique de Villepin, molti ministri del governo francese, e ovviamente i compagni di Emmaus, che si misero alla testa del corteo funebre, in accordo alle ultime volontà dell'abbé Pierre. Il corpo fu sepolto nel cimitero di Esteville, un piccolo villaggio in Normandia, vicino a tanti compagni di Emmaus. Il cardinale Barbarin, arcivescovo di Lione, accennò ad una possibile beatificazione.

## Controversie

### Rapporti con i movimenti di estrema sinistra
All'inizio degli anni ottanta l'abbé Pierre si batté per le condizioni di prigionia in cui si trovavano diversi sospetti brigatisti rossi, molti poi estradati in Francia e lì rimasti a lungo grazie alla cosiddetta "Dottrina Mitterrand". Soprattutto dedicò molta attenzione a Vanni Mulinaris, amico di Renato Curcio e sospettato di appartenere alle Br, che fu incarcerato ma poi riconosciuto innocente al processo. In seguito alla morte, nel gennaio 2007, dell'Abbé Pierre, il magistrato italiano Carlo Mastelloni dichiarò al Corriere della Sera che una nipote dell'Abbé, Françoise Tuscher, (sposata con uno dei rifugiati politici che l'Italia doveva processare come brigatista, Innocente Salvoni) lavorava come segretaria presso l'Hyperion language school di Parigi, cofondata (assieme ad altri brigatisti) e diretta da Mulinaris. L'Hyperion era frequentata da intellettuali sospettati di legami con il terrorismo (Corrado Simioni, Mulinaris, Duccio Berio) Uno dei fondatori dell'Hyperion, Corrado Simioni, in seguito divenne vicepresidente della Fondazione Abbé Pierre.
Mastelloni raccontò inoltre che il religioso francese si era recato di sua spontanea volontà da lui per rendere alcune dichiarazioni sul "gruppo di italiani residenti a Parigi che ruotavano intorno alla scuola di lingue Hyperion. Avevo emesso contro di loro una serie di mandati di cattura per reati che avevano a che fare con il terrorismo rosso". In quel periodo, dopo il colloquio con Pertini sull'incarcerazione di Vanni Mulinaris, l'Abbé osservò otto giorni di sciopero della fame (26 maggio - 3 giugno 1984) nel Duomo di Torino per protesta contro le condizioni di prigionia dei "Brigatisti" nelle carceri italiane e la detenzione senza processo dello stesso Mulinaris, che risultò in seguito innocente. Secondo il Massimo Nava, l'abbé Pierre sarebbe stato uno dei principali sostenitori e ispiratori della dottrina Mitterrand (per dare protezione in Francia a numerosi fuoriusciti italiani coinvolti in inchieste giudiziarie).
Nella stessa intervista al Corriere della Sera del 23 gennaio Mastelloni dichiarò anche che durante il rapimento di Aldo Moro il prete francese si sarebbe recato alla sede centrale romana, in piazza del Gesù, della Democrazia Cristiana per cercare di parlare coll'allora segretario Benigno Zaccagnini. Qualcuno ha visto in questo presunto incontro, dato che non ci sono prove o testimonianze che sia avvenuto o meno, che l'Abbé fosse intervenuto presso la DC per prendere le difese del genero Salvoni, la cui foto era spuntata anche nei primi giorni del rapimento Moro tra i sospettati. Inoltre Mastelloni era venuto a conoscenza che "i Renseignements generaux" (il Sisde francese) "avevano le prove che l'Abbé Pierre intratteneva rapporti in codice con l'ETA basca". Più tardi l'ANSA riportò che l'Abbé nel 2005 avrebbe aiutato Michele d'Auria, ex membro di Prima Linea durante un processo. D'Auria, come molti protagonisti degli anni di piombo, fuggì in Francia, dove entrò nella comunità di Emmaus.
Bisogna comunque considerare che quella di una relazione tra l'intervento del 2005 in favore del compagno di Emmaus (faceva il medico) D'Alia e il supporto dato ai rifugiati politici italiani negli anni ottanta è solo una congettura. Molti sospetti di «solidarietà» con ambienti dell'estremismo di sinistra in questo senso sono ricollegabili al fatto che l'Abbé Pierre fu da molti additato di vicinanza ideologica alla sinistra. In realtà tranne l'impegno politico, per altro in formazioni di ispirazione cattolica ("centriste" diremmo oggi), del dopoguerra, l'Abbé non si schierò mai per un partito. Le sue campagne, date le sue posizioni "progressiste", furono poi ovviamente più vicine ai partiti di sinistra rispetto a quelli conservatori. Va ricordato infatti che la filosofia del movimento di Emmaus è di accettare al suo interno chiunque voglia lavorare ed aiutare il prossimo, senza restrizioni dovute al passato dei singoli individui.

### L'"affaire Garaudy"
Uno dei suoi gesti più controversi fu il sostegno "a titolo di amicizia" al filosofo revisionista Roger Garaudy, nel 1996. Ciò, insieme al fatto che fosse stato da decenni un acceso sostenitore della causa palestinese (attirando l'attenzione dei media con alcune dichiarazioni sul conflitto israelo-palestinese), lo fece sospettare di antisemitismo. Nel gennaio del 1996 il giornale satirico Canard enchaîné denunciò un libro di Garaudy (ex membro del Partito Comunista Francese, espulso, divenne cattolico e poi si convertì all'Islam) Les mythes fondateurs de la politique israélienne e portò l'autore ad essere accusato di negazionismo (prima di essere condannato per le tesi revisioniste nel 1998, sotto il Gayssot Act del 1990). Garaudy provocò l'indignazione dell'opinione pubblica quando nel marzo di quell'anno annunciò di essere sostenuto dall'abbé Pierre, che in seguito a questa dichiarazione fu subito escluso dal comitato di onore della LICRA (International League against Racism and Anti-Semitism).
In seguito lo stesso Abbé condannò coloro che "negano, banalizzano o falsificano la Shoah", ma il continuare a dichiararsi amico di Garaudy gli causò molti attacchi da parte di anti-razzisti, organizzazioni ebraiche (MRAP, CRIF...) e gerarchie ecclesiastiche. Persino il suo amico Bernard Kouchner, cofondatore di Medici senza frontiere, lo criticò per questo suo atteggiamento mentre il cardinale Jean-Marie Lustiger lo rinnegò pubblicamente. In seguito l'Abbé si ritirò nel monastero benedettino italiano di Praglia, vicino a Padova, dove, secondo il Voltaire Network, avrebbe nuovamente incontrato Garaudy. L'Abbé dichiarò al Corriere della Sera che la stampa francese, "ispirata da una lobby sionista internazionale", aveva attuato una "fantasiosa" campagna mediatica contro di lui.
Nel film documentario per la TV del 2005 diretto da Claude Pinoteau Un abbé nommé Pierre, une vie au service des autres, l'Abbé dichiarò che il suo supporto era verso la persona di Roger Garaudy, e non a favore delle affermazioni che aveva fatto nel libro, che tra l'altro non aveva letto. Quest'ultima giustificazione venne criticata da alcuni, che sottolinearono come di solito l'abbé Pierre si prendesse del tempo per pensare e meditare per farsi una sua approfondita opinione personale sui fatti e sulle persone. D'altra parte il curatore del Musée de la Résistance et de la Déportation à Grenoble del dipartimento dell'Isère (regione dove Henri Grouès ha svolto la maggior parte delle sue attività durante la Resistenza) dichiarò che l'Abbé avrebbe meritato di essere nominato dieci volte Giusto tra le nazioni per la sua lotta in favore degli ebrei durante la Repubblica di Vichy. Dopo il clamore suscitato dalla controversia su Garaudy l'Abbé vide calare la sua presenza nei mass-media, pur rimanendo una figura molto popolare.

### Contrasti con il clero
Molte critiche all'abbé Pierre sono venute dalle sue posizioni nei riguardi della Chiesa cattolica e del Vaticano; accusò sia Giovanni Paolo II sia Benedetto XVI di confondere motivi sociologici con motivi teologici nell'assumere certe posizioni. Le sue posizioni su molti problemi sociali, a volte esplicitamente di sinistra e divergenti dalla curia romana, lo hanno reso al tempo controverso e popolare. Mantenne relazioni con il vescovo francese progressista Jacques Gaillot. Durante la sua vita l'abbé Pierre incontrò comunque i papi Pio XI, Pio XII, Giovanni XXIII e Giovanni Paolo II, ma non fu in grado di incontrare il pontefice Benedetto XVI.

#### Le critiche alla Chiesa cattolica e alla Curia
L'abbé Pierre criticò spesso lo stile di vita eccessivamente sfarzoso del Vaticano, rimproverando più volte a papa Giovanni Paolo II i costosi viaggi per il mondo. Soprattutto negli ambienti più conservatori del clero la figura dell'Abbé fu aspramente criticata per le sue posizioni sulla riforma della dottrina della Chiesa, in materia di ordinazione delle donne, controllo della nascite e celibato ecclesiastico. L'abbé Pierre si pronunciò più volte a favore della possibilità di ordinare sacerdoti anche le donne e gli uomini sposati, anche al fine di alleviare il problema della penuria di nuovi ministri di culto nei Paesi occidentali.
Anche sulla omoparentalità l'abbé Pierre assunse posizioni progressiste, sostenendo il diritto degli omosessuali ad allevare figli, a condizione che i minori non subissero alcun pregiudizio psicologico o sociale. Secondo la biografia di Pierre Lunel lo stesso Abbé in gioventù ebbe un'infatuazione per un coetaneo.
Si dichiarò tuttavia contrario al matrimonio tra persone dello stesso sesso, a suo avviso fonte di “forte destabilizzazione sociale”, preferendogli forme diverse come i patti di solidarietà. In aperto contrasto con le posizioni della Chiesa cattolica sostenne senza riserve la promozione dell'uso del preservativo nella lotta contro le malattie veneree e l'AIDS (un caso per tutti la questione dell'epidemia di AIDS in Africa). Rigettò la politica papale contro l'uso di contraccettivi affermando che era necessario “guardare in faccia il problema”.
Se molti religiosi non videro di buon occhio queste posizioni, dall'altra parte esse gli procurarono diverse simpatie tra la popolazione francese, rendendolo ancora più popolare. Confessò, in vecchiaia, di aver avuto un rapporto sessuale con una donna dopo l'ordinazione: infatti nel libro autobiografico Mon Dieu... pourquoi? ("Dio mio... perché?"), scritto assieme a Frédéric Lenoir, l'Abbé ammise implicitamente di aver avuto una volta un rapporto sessuale casuale a dispetto del voto di castità che egli aveva professato aderendo all'ordine cappuccino. Mon Dieu... pourquoi? conteneva, oltre all'inedita notizia sulla relazione sessuale casuale, anche altre prese di posizione "scomode"..

#### Il Vaticano e la morte dell'Abbé
Le sue difficili relazioni con la gerarchia ecclesiastica cattolica e il Vaticano spiegano in parte anche le tiepide reazioni avute dal Pontefice romano e dalla stampa vaticana alla notizia della sua morte. L'Osservatore Romano, il quotidiano del Vaticano, non dette la notizia della morte dell'Abbé nel gennaio 2007, e il papa Benedetto XVI non ne fece cenno nelle dichiarazioni delle ore successive. Le uniche reazioni ufficiali immediate della Chiesa furono due interviste ai cardinali francesi Roger Etchegaray e Paul Poupard. Il cardinale Segretario di Stato Tarcisio Bertone dette infine rilievo alla morte dell'Abbé con più di un giorno di ritardo, lodando la sua azione nei confronti dei poveri.

## Riconoscimenti internazionali
Personaggio ritenuto da molti "scomodo", tollerato dalle gerarchie ecclesiastiche, da molti gruppi di potere e politici, fu amato da molti (francesi ma non solo) per la sua inesauribile capacità d'indignarsi, per la sua coerenza e il suo coraggio di condurre le sue battaglie, sempre a favore dei più deboli. Questo grande apprezzamento popolare fece sì che l'abbé Pierre fosse votato molte volte come la persona più popolare di Francia, anche se nel 2003 fu sbalzato dal primo al secondo posto dal calciatore Zinédine Zidane. Sempre in questo senso nel 2005 arrivò terzo ad un sondaggio televisivo per "Il più grande francese" (Le Plus Grand Français). Ricevette una grandissima quantità di premi e onorificenze: in particolare nel 1998 fu insignito come Grande Ufficiale dell'Ordine Nazionale del Quebec, mentre nel 2004 gli fu assegnata la Gran Croce della legion d'onore, consegnatagli dal Presidente della Repubblica francese Jacques Chirac. L'abbé Pierre vinse anche il Premio Balzan per l'Umanità, la Pace e la Fratellanza nel 1991, "per essersi interamente dedicato al soccorso dei sofferenti nello spirito e nel corpo". Fu più volte proposto per il premio Nobel per la pace.

## Incidenti e problemi di salute
L'abbé Pierre fu sempre di salute cagionevole, ammalandosi spessissimo, soprattutto in gioventù ebbe diversi problemi ai polmoni, tanto che dovette rinunciare alla vita conventuale; fu proprio un'infezione polmonare a causarne il decesso, all'età di 94 anni. Anni prima era rimasto miracolosamente illeso in due gravissimi incidenti occorsigli: nel 1950, durante un volo in India, sopravvisse quando il suo aereo fu costretto ad un atterraggio di emergenza per problemi al motore. Nel 1963 la sua barca fece naufragio mentre navigava sul Río de la Plata, tra Argentina e Uruguay: si salvò aggrappandosi ad una delle parti in legno della nave, mentre intorno a lui 80 passeggeri morirono.

## Accuse di aggressioni sessuali
Il 17 luglio 2024, Emmaüs International ha pubblicato un rapporto di otto pagine commissionato allo studio Egaé, che presenta le testimonianze di sette donne che hanno riferito di "comportamenti assimilabili ad aggressioni o molestie sessuali" da parte dell'Abbé Pierre tra la fine degli anni 1970 e il 2005: di esse, una era minorenne all'epoca dei primi episodi.   Le testimonianze raccolte riguardano in particolare ripetuti toccamenti del seno, generalmente commessi quando l'Abbé Pierre è solo con le sue vittime, sulle quali sembra esercitare un controllo psicologico.
Il 6 settembre 2024, lo studio Egaé ha pubblicato un secondo rapporto contenente diciassette nuove testimonianze di commenti a carattere sessuale, baci forzati, aggressioni sessuali su una persona vulnerabile e su una minore e fellatio forzate che potrebbero essere classificate come stupri. Le accuse si riferiscono al periodo compreso tra gli anni cinquanta e il 2000 e provengono da diversi Paesi, tra cui Francia, Stati Uniti, Marocco, Svizzera e Canada.
In un comunicato stampa congiunto con Emmaüs France ed Emmaüs International, la Fondazione Abbé-Pierre ha annunciato di aver cambiato nome e logo, di aver chiuso il Centro Abbé Pierre Emmaüs dedicato al fondatore e di aver istituito una commissione indipendente di storici e storiche per indagare sulle disfunzioni che hanno permesso all'Abbé Pierre di commettere abusi per oltre 50 anni. 

## Onorificenze
- Legion d'onore nel 1987

- Premio Balzan (1991)
- Medaglia d'oro Albert Schweitzer della Fondazione Goethe, ricevuta a Basilea nel 1975
- Grande ufficiale dell'Ordre national du Québec
- 26 gennaio 2007: omaggio nazionale della Repubblica francese, con la presenza ufficiale del governo alle esequie

## Opere
- 1956: Vers l'homme, Entretiens et conférences, Les Éditions du CERF, Parigi.
- 1987: Bernard Chevallier interroge l'abbé Pierre: Emmaüs ou venger l'homme, con Bernard Chevalier, ed. LGF/Livre de Poche, Parigi.
- 1988: Cent poèmes contre la misère, ed. Le Cherche-midi, Parigi.
- 1993: Dieu et les hommes, con Bernard Kouchner, ed. Robert Laffont.
- 1994: Testament…; Riedizione 2005, ed. Bayard/Centurion, Parigi.
- 1994: Une terre et des hommes, ed. Cerf, Parigi.
- 1994: Absolu, ed. Seuil, Parigi.
- 1996: Dieu merci, ed. Fayard/Centurion, Parigi.
- 1996: Le bal des exclus, ed. Fayard, Parigi.
- 1997: Mémoires d'un croyant, ed. Fayard, Parigi.
- 1999: Fraternité, ed. Fayard, Parigi.
- 1999: Paroles, éd. Actes Sud, Parigi.
- 1999: C'est quoi la mort?, ed. Albin Michel, Parigi.
- 1999: J'attendrai le plaisir du Bon Dieu: l'intégrale des entretiens d'Edmond Blattchen, ed. Alice, Parigi.
- 2000: En route vers l'absolu, ed. Flammarion, Parigi.
- 2001: La Planète des pauvres. Le tour du monde à vélo des communautés Emmaüs, di Louis Harenger, Michel Friedman, Emmaüs international, Abbé Pierre, ed. J'ai lu, Parigi.
- 2002: Confessions, ed. Albin Michel, Parigi.
- 2002: Je voulais être marin, missionnaire ou brigand, con Denis Lefèvre, ed. Le Cherche-midi, Parigi. Riedizione come tascabile, ed. J'ai lu, Parigi.
- 2004: L'Abbé Pierre parle aux jeunes, con Pierre-Roland Saint-Dizier, ed. Du Signe, Parigi.
- 2005: Le sourire d'un ange, ed. Elytis, Parigi.
- 2005: Mon Dieu... pourquoi? Petites méditations sur la foi chrétienne et le sens de la vie, con Frédéric Lenoir, ed. Plon.
- 2006: Servir: Paroles de vie, con Albine Navarino, ed. Presses du Châtelet, Parigi.